# Franco Locatelli (medico)
Franco Locatelli (Bergamo, 3 luglio 1960) è un medico italiano, dal 22 febbraio 2019 è presidente del Consiglio superiore di sanità.

## Biografia
Franco Locatelli, secondogenito di Ersilia e Santo Locatelli, nacque il 3 luglio 1960 in via Pradello a Bergamo, dodici anni dopo la sorella maggiore Roberta. Alla nascita di Franco, Santo svolgeva la professione di medico e pediatra di famiglia, mentre Ersilia, allora trentanovenne, era ostetrica e assisteva il marito gestendo le chiamate per le visite a domicilio. Viste le contingenze famigliari e lavorative dei genitori, Franco fu cresciuto a Costa Volpino sul lago d'Iseo dagli zii Giuseppe – insegnante elementare a Lovere – e Luisa, i quali non avevano figli.
Una volta ultimato il liceo scientifico a Lovere, diversamente dalla sorella divenuta docente di lettere, Franco decise di studiare medicina all'Università degli Studi di Pavia, laddove si laureò specializzandosi in pediatria ed ematologia. Nella medesima città fu direttore, da settembre 2000 a gennaio 2010, del reparto di oncoematologia pediatrica presso il policlinico San Matteo e professore di pediatria dal 2006 al 2019. Dal 2010 è direttore del dipartimento di oncoematologia, terapia cellulare, terapie geniche e trapianto emopoietico all'ospedale pediatrico Bambino Gesù e professore ordinario di pediatria, da novembre 2018, presso l'Università degli Studi di Roma "La Sapienza" e, dal 2022, presso l'Università Cattolica del Sacro Cuore di Roma. Nel corso della sua attività, grazie allo sviluppo di nuove tecniche per il trapianto di cellule ematopoietiche, ha contribuito alla cura della leucemia. Nel marzo 2021 è stato inoltre coordinatore del Comitato tecnico scientifico.

## Riconoscimenti
- Premio Feltrinelli per la patologia, oncologia, immunologia, microbiologia[19][20] (2019)